# Кастелнуово дела Дауния
Кастелнуо̀во дела Да̀уния (на италиански: Castelnuovo della Daunia) е село и община в Южна Италия, провинция Фоджа, регион Пулия. Разположено е на 543 m надморска височина. Населението на общината е 1519 души (към 2010 г.).